# Oliver Cowdery
Oliver Cowdery (* 3. Oktober 1806 in Wells, Vermont; † 3. März 1850 in Richmond, Missouri) war ein enger Weggefährte des Religionsstifters Joseph Smith und Mitbegründer der Mormonenbewegung. Er war einer von drei Zeugen der Goldenen Platten. Unmittelbar nach Gründung der Kirche Jesu Christi der Heiligen der Letzten Tage wurde er, nach Joseph Smith, zum zweiten Ältesten der Kirche ordiniert.

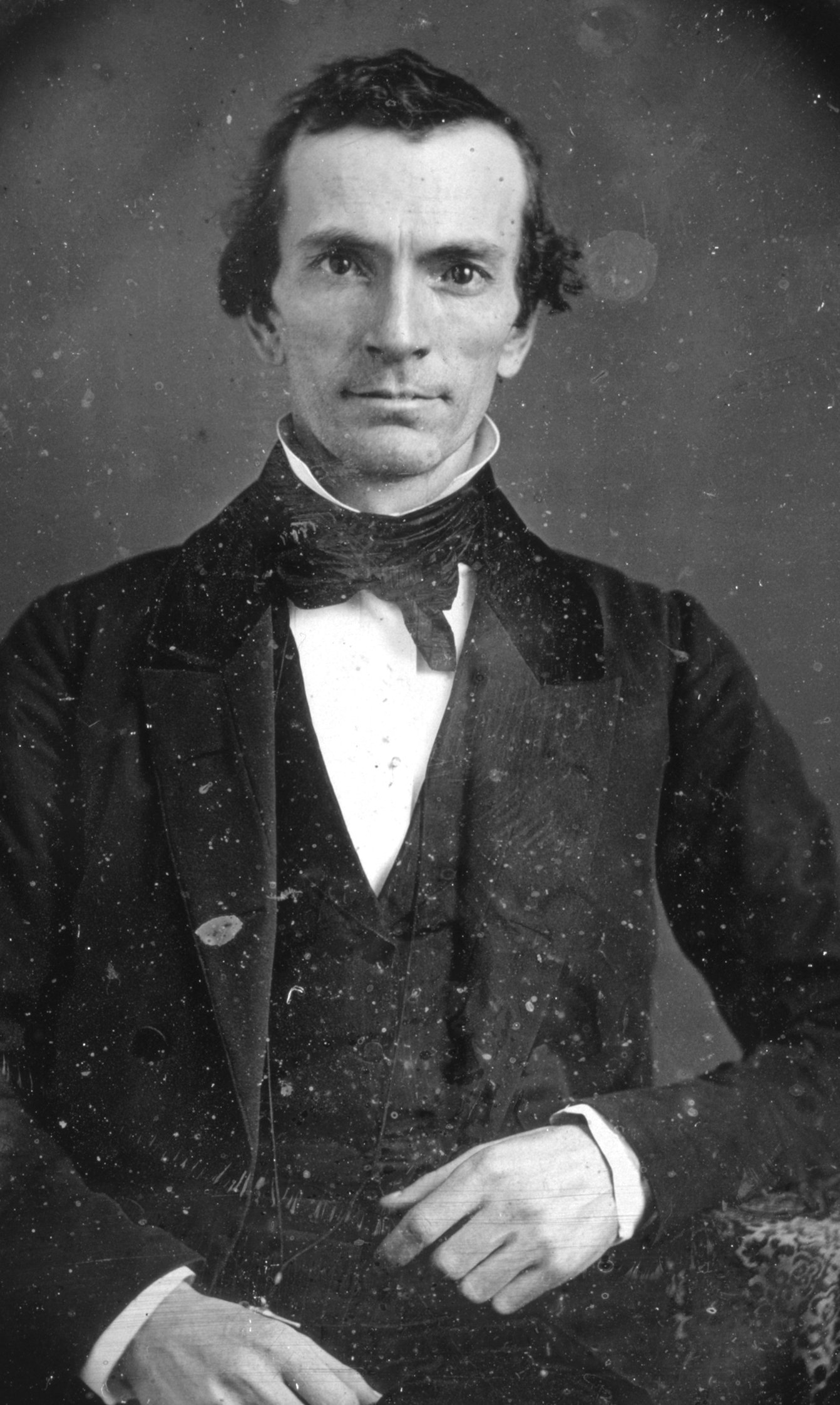
Oliver Cowdery

## Leben

### Frühe Jahre
Cowdery entstammt einer Familie, die einer kongregationalistischen Gemeinde angehörte. Mit zwanzig Jahren ging er in den Nachbarstaat New York, wo seine älteren Brüder lebten und arbeitete dort bis 1829 als Verkaufsangestellter in einem Laden. Danach wurde er Grundschullehrer. In dieser Zeit lernte er Joseph Smith sen. kennen, bei dem er wohnte. Von ihm erfuhr er von den Goldenen Platten, die Joseph Smith jun. übersetzen sollte.

### Schreiber und Zeuge des Buches Mormon
Cowdery wanderte nach Harmony, Pennsylvania, wo Joseph Smith jun. zu jener Zeit lebte und lernte ihn am 5. April 1829 kennen. Ab dem 7. April 1829 fungierte Cowdery dann als Schreiber, dem Smith die Übersetzungen der goldenen Platten, aus denen später das Buch Mormon hervorgehen sollte, diktierte.
Während dieser Übersetzungsphase erschienen Cowdery und Smith nach eigenen Angaben Engel, von denen sie das Priestertum erhielten. Zusammen mit David Whitmer und Martin Harris bezeugte Cowdery dann im Juni 1829, dass ein Engel ihm die goldenen Platten gezeigt und gesagt habe, sie seien echt und die Übersetzung richtig. Dieses Zeugnis wird als das „Zeugnis der Drei“ in jedem Buch Mormon abgedruckt, um die Echtheit des Buches und den Anspruch seiner göttlichen Herkunft zu bekräftigen.

### Zweiter Ältester der Kirche
Als die Kirche am 6. April 1830 formell gegründet wurde, nannte sich Joseph Smith „Erster Ältester“ und Oliver Cowdery wurde der Titel „Zweiter Ältester“ verliehen. Cowdery war somit de jure Vizepräsident der Kirche. Verzögert durch Verfolgungen in Missouri, wurde sein Verhältnis zu Sidney Rigdon, der ebenfalls Ratgeber von Präsident Smith war, erst 1834 eindeutig geklärt: Erst kam Cowdery in der Rangordnung und danach Rigdon.
In den ersten Jahren der Kirche diente Cowdery vor allem als Herausgeber zahlreicher wichtiger Publikationen. Zunächst fertigte er das Manuskript des Buches Mormon an und überwachte den Druck, ab 1831 fungierte er als Herausgeber der Kirchenzeitung und des Buches der Gebote, das dann in Lehre und Bündnisse umbenannt wurde. Er diente Smith bei der Übersetzung der Bibel als Schreiber. Cowdery erwies sich in diesen Jahren als fähiger Prediger, Autor und Verwalter.
Als die Kirche 1837 die Bank namens „Kirtland Safety Society (KSS)“ gründete, war Cowdery für die Gelddruckplatten verantwortlich (Anm.: es war damals in den USA üblich und legal, dass Geldnoten von Banken selbst gedruckt wurden). Kurze Zeit später wurde er Präsident der „Bank of Monroe“, welche von der Kirche aufgekauft wurde, um die Kirtland-Bank zu unterstützen. Beide Banken gingen jedoch im März 1838 bankrott.

### Auseinandersetzungen mit Joseph Smith
Bereits 1835 zeichnete sich ein Zerwürfnis zwischen Cowdery und Smith ab. Es entzündete sich an der Beziehung Smiths zu Fanny Alger, einem sehr jungen Mädchen, das er im Sinne der noch geheim gehaltenen Vielehe, als zweite Frau genommen hatte. Cowdery hielt nichts davon und regte sich über diesen „Ehebruch“ sehr auf. An seinen Bruder schrieb er am 21. Januar 1838:

„Als er [Joseph Smith] dort war, hatten wir einige Unterhaltungen und in jeder unterliess ich es nicht zu erwähnen, dass das, was ich gesagt hatte wahr sei. Eine schmutzige, ekelhafte, dreckige Affäre zwischen ihm und Fanny Alger wurde besprochen und ich erklärte mit Bestimmtheit, dass ich niemals von der Wahrheit abgekommen sei in dieser Sache, und wie ich annehme wurde dies von ihm zugegeben.“

Im Zusammenhang mit der schweren Finanzkrise 1837/38 um den Zusammenbruch der kircheneigenen Kirtland Safety Society, die auch eine Vertrauenskrise gegenüber Smith darstellte, stellte sich Cowdery gegen Smith und brachte wieder dessen seiner Ansicht nach ehebrecherisches Verhalten in die Diskussion. Ganz wesentlich jedoch war Cowderys Ansicht, dass sich Smith als religiöser Führer zu sehr in die weltlichen Angelegenheiten seiner Gefolgsleute mische. Dies alles führte am 12. April 1838 zum Ausschluss Cowderys aus der Kirche. Begründet wurde der Ausschluss damit, dass er Smith des Ehebruchs beschuldigte, dass er in der Kirche inaktiv geworden sei und dass er als Rechtsanwalt gegen die Kirche vorgehe, um für seine Mandanten Schadenersatz für Verluste im Zusammenbruch der Kirtland Safety Society zu erstreiten.
Sein Amt als zweiter Mann in der Kirche wurde später offiziell auf Hyrum Smith, einen Bruder des Propheten übertragen.

### Sein Leben nach der Kirche
1838–1848 kehrte Cowdery der Kirche den Rücken. Er fühlte sich ungerecht behandelt und war sehr verletzt darüber, dass ihn die Kirche ausgestoßen hatte.
Er setzte sein Jurastudium fort und praktizierte als Anwalt zunächst in Kirtland, Ohio, zog 1840 nach Tiffin, Ohio und übersiedelte schließlich 1847 nach Wisconsin. Er galt als fähiger Anwalt mit brillanter Redefähigkeit, dabei bescheiden und reserviert. 1840 wurde er Redakteur einer Lokalzeitung in Tiffin. Als jedoch bekannt wurde, dass er einer der drei Zeugen für das Buch Mormon war und er nicht bereit war, sich von seiner damaligen Aussage zu distanzieren, wurde er zum Hilfsredakteur zurückgestuft.
Politisch betätigte er sich sehr engagiert in der Demokratischen Partei, in der er sogar für den Kongress kandidierte. Als bekannt wurde, dass er einer der drei Zeugen des Buches Mormon war, wurde er in den Zeitungen lächerlich gemacht und verlor die Wahl.

### Rückkehr in die Kirche
Cowdery hielt auch nach seinem Ausschluss brieflichen Kontakt mit befreundeten Kirchenmitgliedern. Darin beklagte er vor allem Intoleranz in der Kirche und die Praxis der Polygamie. 1848 wurde sein Wunsch in die Kirche zurückzukehren stärker, und er reiste nach Winter Quartes im heutigen Nebraska, einer Zwischenstation auf dem Exodus der Kirche nach Utah, um Brigham Young zu treffen. Nach einer tiefschürfenden Befragung wurde Cowdery am 12. November 1848 von Apostel Orson Hyde wieder getauft. Seine früheren Funktionen erhielt er aber nicht zurück. Er äußerte den Wunsch, mit in die Rocky Mountains zu ziehen, doch er starb am 3. März 1850 im Hause seines Schwagers David Whitmer in Richmond, Missouri, an einer Atemwegserkrankung.

## Kontroversen über Oliver Cowdery
Anhänger der Mormonen vertreten die Ansicht, da Cowdery ein wesentlicher Zeuge für die Entstehung der Mormonenbewegung war, hätten Gegner der Kirche schon sehr früh versucht, ihn und vor allem seine Exkommunikation dafür zu instrumentalisieren, die Entstehung der Kirche in ein schlechtes Licht zu rücken. Zudem sind die Befürworter der Meinung, dass Gegner der Kirche anscheinend zum einen darauf hinweisen, dass Cowdery in derselben Kirchengemeinde in Poultney, Vermont gewesen sei wie Ethan Smith, der Autor des Buches View of the Hebrews, welches die Abstammung der Indianer von verschleppten Israeliten postulierte.
Dieses Werk wurde von einigen für eine mögliche Quelle für das Buch Mormon gehalten und sein Inhalt könne über Cowdery von Ethan Smith zu dem mit ihm nicht verwandten Joseph Smith gelangt sein. Anhänger der Mormonen sind jedoch der Überzeugung, dass in neuerer Zeit Untersuchungen gezeigt hätten, dass die Ähnlichkeiten zwischen dem Buch Mormon und View of the Hebrews nur sehr oberflächlich seien.
Es wurde auch behauptet, Cowdery habe sein Zeugnis von der Göttlichkeit des Buches Mormon und der Echtheit des Priestertums, das er durch die Hand von Auferstandenen erhalten hat, widerrufen. Zeugnisse von Familienmitgliedern, die an seinem Totenbett waren, sagen jedenfalls das Gegenteil davon aus.
Gerüchte, Cowdery habe nach einer neuerlichen Taufe die Kirche reformieren und die Polygamie abschaffen wollen, werden nach Ansicht von Mormonen durch die Dokumentenlage nicht gestützt. Cowdery hat in mehreren Briefen betont, er wolle nur ein einfaches Mitglied sein.